# Vésteinn Hafsteinsson
Vésteinn Hafsteinsson (Selfoss, 12 dicembre 1960) è un ex discobolo e allenatore di atletica leggera islandese.
In carriera ha partecipato a ben cinque edizioni consecutive dei campionati del mondo di atletica leggera e quattro edizioni dei Giochi olimpici.

## Biografia
Nato nel 1960 a Selfoss, sarà il quintogenito di una numerosa famiglia di sportivi. Nel 1982 Si trasferirà negli Stati Uniti d'America per studiare nell'Università dell'Alabama.
Quattro anni dopo, nel 1986, torna in Europa e decide di stabilirsi ad Helsingborg in Svezia. Li poco dopo sposerà Anna Östenberg da cui avrà tre bambini: Örn, Olga e Albert.

### Carriera sportiva
Nel 1983 partecipò ai mondiali di Helsinki non raggiungendo la finale.
L'anno successivo ha partecipato alle Olimpiadi di Los Angeles 1984 dove concluse quattordicesimo ma, al termine della gara, venne squalificato perché trovato positivo ad un test antidoping al nandrolone.
Conclusa la squalifica di due anni è tornato alle competizioni partecipando ai mondiali di Roma 1987, concludendo ancora fuori dalla finale (diciottesimo 59,32).
L'anno dopo ha partecipato alla sua seconda Olimpiade, questa volta a Seul dove ha raggiunto la diciannovesima posizione.
Ai campionati europei di Spalato 1990 ha raggiunto la finale concludendo la sua gara dodicesimo.
Nel 1992 ha raggiunto il suo risultato più importante a livello internazionale raggiungendo la finale alle Olimpiadi di Barcellona.
In quest'occasione si classificò undicesimo con un lancio a 60,06 metri.
Tra il 1993 ed il 1995 parteciperà ai Campionati del mondo di Stoccarda e di Göteborg trovando però poca fortuna e concludendo in entrambe le occasioni fuori dalla finale.
Nel 1996 parteciperà alla sua quarta ed ultima Olimpiade, ad Atlanta concludendo però soltanto trentaduesimo.
Conclusa la stagione decise di ritirarsi dalle competizioni anche se il 26 giugno 2000 parteciperà alla sua ultima gara ad Hafnarfjörður lanciando alla misura di 62,80 metri.

### Da allenatore
Dal 1998 ha iniziato la sua carriera da allenatore, specializzandosi su discipline come il getto del peso e il lancio del disco, creando anche il team V70 International Sports Management. Due anni dopo inizia ad allenare Gerd Kanter decidendo di creare appositamente per lui un nuovo team formato da ben 10 tecnici per riuscire a seguire il discobolo estone nel migliore dei modi.
Questo progetto prenderà il nome di Team 75 Plus.
Recentemente il V70 International Sports Management ha cambiato nome in Global Throwing, Coaching & Management che attualmente vede al suo interno atleti come Gerd Kanter, Niklas Arrhenius, Raigo Toompuu o Kim Christensen.
Altri importanti atleti che negli anni hanno deciso di essere allenati da lui sono stati: Joachim Olsen, Märt Israel, Omar Ahmed El Ghazaly, Christina Scherwin e Taavi Peetre.
Oltre a questi progetti collabora anche con molte federazioni nazionali come con quella islandese, svedese, estone e danese e addirittura con quella statunitense.
Nel 2011, sono nate varie polemiche in Regno Unito a causa della decisione della federazione britannica di affidare giovani discoboli, come ad esempio Lawrence Okoye, sotto la guida di Hafsteinsson per la loro preparazione alle Olimpiadi di Londra 2012.
Le polemiche sono nate soprattutto perché Hafsteinsson durante la sua carriera di atleta fece uso di sostanze dopanti per migliorare le sue prestazioni e questo secondo molti non sarebbe d'esempio per i giovani atleti britannici.

## Palmarès
| Anno | Manifestazione | Sede        | Evento           | Risultato | Misura  | Note |
| ---- | -------------- | ----------- | ---------------- | --------- | ------- | ---- |
| 1983 | Mondiali       | Helsinki    | Lancio del disco | 24º       | 55,20 m |      |
| 1984 | Olimpiadi      | Los Angeles | Lancio del disco | dq        | dq      |      |
| 1987 | Mondiali       | Roma        | Lancio del disco | 18º       | 59,32 m |      |
| 1988 | Olimpiadi      | Seul        | Lancio del disco | 19º       | 58,94 m |      |
| 1990 | Europei        | Spalato     | Lancio del disco | 12º       | 57,36 m |      |
| 1991 | Mondiali       | Tokyo       | Lancio del disco | 19º       | 60,12 m |      |
| 1992 | Olimpiadi      | Barcellona  | Lancio del disco | 11º       | 60,06 m |      |
| 1993 | Mondiali       | Stoccarda   | Lancio del disco | 22º       | 58,56 m |      |
| 1995 | Mondiali       | Göteborg    | Lancio del disco | 25º       | 58,12 m |      |
| 1996 | Olimpiadi      | Atlanta     | Lancio del disco | 32º       | 56,30 m |      |

## Campionati nazionali
- 8 volte campione nazionale nel lancio del disco (1988/1990, 1992/1996)
- 1 volta nel getto del peso (1995)

## Riconoscimenti
- È stato nominato due volte Allenatore dell'anno dalla federazione Estone nel 2007 e nel 2008.
- Nel 2008 è entrato a far parte del Comitato Olimpico dell'Estonia.